# بروس ريتر
بروس ريتر (بالإنجليزية: Bruce Ritter)‏ هو كاهن كاثوليكي أمريكي، ولد في 25 فبراير 1927 في ترنتون في الولايات المتحدة، وتوفي في 7 أكتوبر 1999.

## وصلات خارجية
- بروس ريتر على موقع إن إن دي بي (الإنجليزية)